# La Moraña

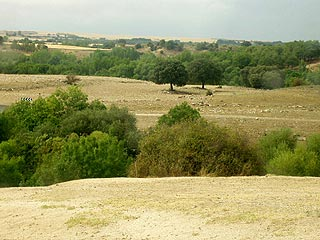
Paisatge típic de la Moraña a Peñalba de Ávila

La Moraña (terra de Moros) és una comarca de la província d'Àvila, situada en la seva zona nord entre les províncies de Salamanca, Valladolid i Segòvia.

## Història de la Comarca
Després de la despoblació produïda des de la invasió àrab, la volta a la seva repoblació ve de la mà de grups mossàrabs i muladins que des de la segona meitat del segle X i tot el segle xi van establint-se en aquesta comarca, part de les extremadures castellanes, i zona de clara inestabilitat política fins a la reconquesta de Toledo en 1085.
El terme La Moraña, fa referència a la condició de mauri o moro en la cultura àrab. Aquests pobladors si bé mantenen en la seva majoria la religió cristiana, presenten elements aglutinants puix que usen indistintament la llengua llatina-romanç i l'àrab, igualment i en aquest sentit van conservar la seva cultura romà-visigòtica, però amb importants elements àrabs. És a partir de la citada reconquesta de Toledo en 1085 i la consolidació de les extremadures castellanes, quan a través dels consells de vila i terra es va repoblant la comarca amb emigrants d'altres parts del nord de la península.

## Municipis

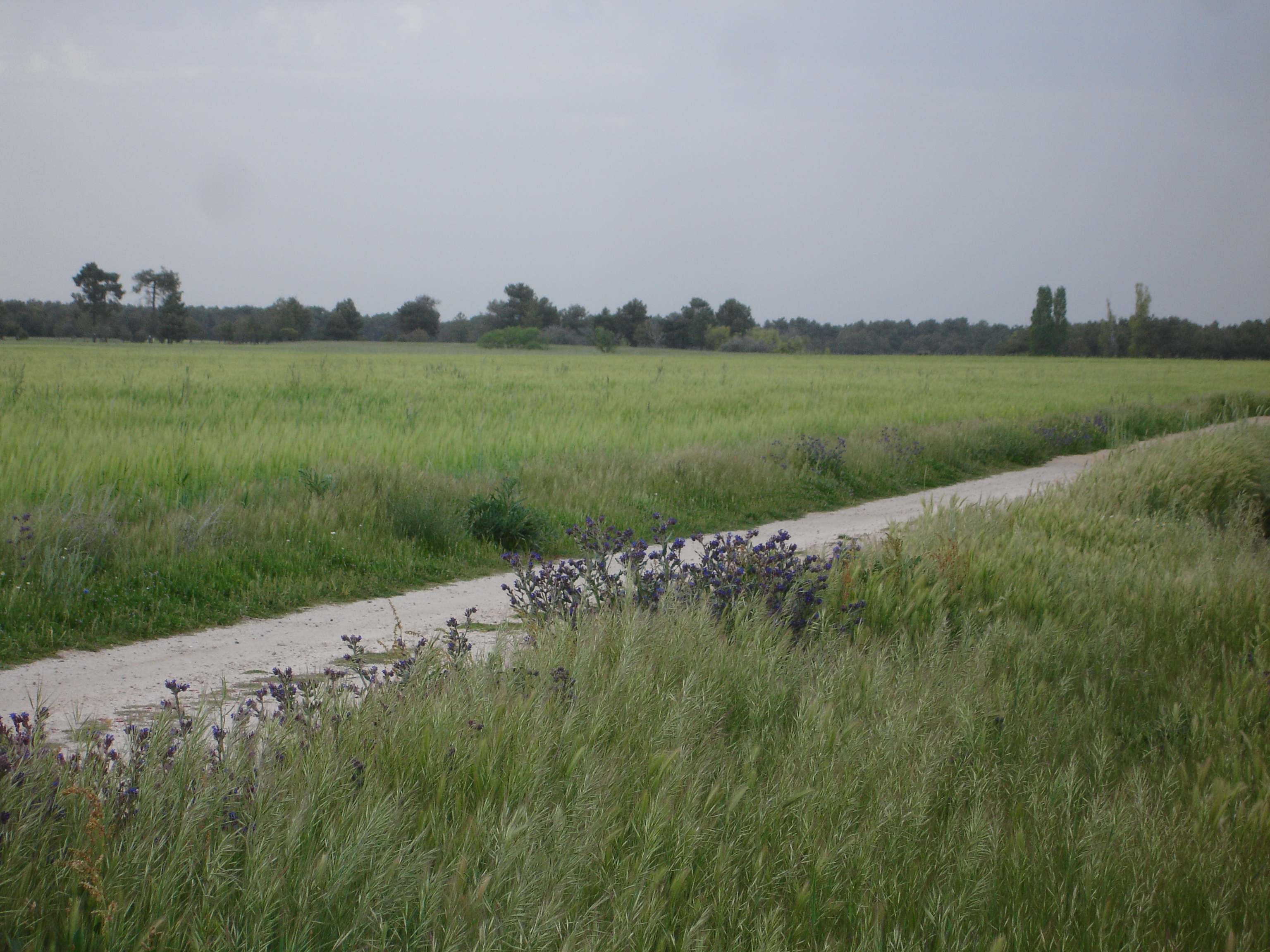
Camp d'ordi a La Moraña, Àvila

- Adanero

- Aldeaseca
- Arévalo
- Madrigal de las Altas Torres
- Fontiveros
- Albornos
- Bercial de Zapardiel
- Bernuy-Zapardiel
- Blasconuño de Matacabras
- El Bohodón
- Cabezas de Alambre
- Cabezas del Pozo
- Cabizuela
- Canales
- Cantiveros
- Castellanos de Zapardiel
- Cisla
- Collado de Contreras
- Constanzana
- Crespos
- Donjimeno
- Donvidas
- Espinosa de los Caballeros
- Flores de Ávila
- Fuente el Sauz
- Fuentes de Año
- Gimialcón
- Gutierre-Muñoz
- Hernansancho
- Horcajo de las Torres
- Langa
- Mamblas
- Moraleja de Matacabras
- Muñomer del Peco
- Muñosancho
- Narros del Castillo
- Narros de Saldueña
- Nava de Arévalo
- Orbita
- Pajares de Adaja
- Palacios de Goda
- Papatrigo
- Pedro-Rodríguez
- Rasueros
- Rivilla de Barajas
- Salvadiós
- San Esteban de Zapardiel
- San Pascual
- San Pedro del Arroyo
- San Vicente de Arévalo
- Santo Tomé de Zabarcos
- Sanchidrián
- Sinlabajos
- Tiñosillos
- Villanueva de Gómez
- Villanueva del Aceral
- Viñegra de Moraña

## Medi
El clima és mediterrani continentalitzat (Csb en classificació climàtica de Köppen) amb hiverns freds (mínimes de -15Cº) i estius curts i temperats-càlids (màximes 35Cº), les precipitacions s'estableixen en l'àmbit d'entre 450 i 650 mm anuals, amb precipitacions més abundants a la tardor i primavera i un període sec que va entre 2 i 3 mesos. Es poden marcar tres territoris dintre de la comarca de La Moraña, al nord la Terra d'Arévalo. Entre el riu Arevalillo i la província de Salamanca (La Moraña Occidental) i entre el riu Arevalillo i la província de Segòvia (La Moraña Oriental), aquesta última travessada pels rius Adaja i Voltoya, amb major superfície de bosc pineda i menor regadiu, aquest últim concentrat en major mesura en les anteriors unitats geogràfiques.
La seva altitud mitjana sobre el nivell del mar és d'uns 900 metres. La seva pertinença geogràfica a l'Altiplà Nord s'evidencia en el seu paisatge sedimentari, predominantment pla. Les seves terres uniformes, esquitxades per algunes fites i pujols així com algunes valls i lavajos, en les quals tradicionalment s'alternava el cultiu del cereal i dels llegums amb els ramats d'ovelles, són tan sols alterades per la presència del riu Adaja i els seus petits afluents, que travessen aquesta comarca i proporcionen zones boscoses i humides, que se sumen al salpiqueo de bosquetes illes i pinedes. La massa forestal més densa es troba en el marge esquerre del riu Adaja entre Villanueva de Gómez i Arévalo amb una longitud propera als 30 quilòmetres. L'economia de la comarca és, principalment, agrícola.

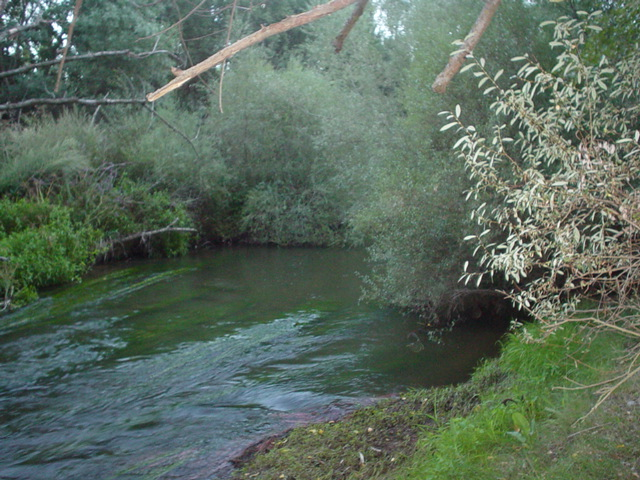
Riu Adaja al seu pas per la Comarca a Villanueva de Gómez

Durant el segle xx, el tradicional paisatge cerealista es va anar transformant en una alternança de cultius de secà i regadiu, gràcies a les perforacions que van permetre l'extracció de l'aigua dels aqüífers subterranis. L'aparició de cultius de regadiu aliens a la regió (remolatxa sucrera, principalment) va transformar l'economia de la comarca, i la seva proliferació va agreujar el problema de la pertinaç sequera, que es veu bé reflectida en l'escàs o inexistent cabal dels seus rius. La comarca està plagada de petits municipis compactes, separats habitualment una mitjana de 5 km. Aquests municipis posseïxen excel·lents peces d'arquitectura romànic-mudèjar. Tres bons representants d'aquest estil morañès són els temples de San Nicolás de Bari a Madrigal de las Altas Torres, l'església de La Lugareja a Arévalo, i les esglésies parroquials de Donvidas, Narros del Castillo, Horcajo de las Torres i Palacios Rubios. Per la seva importància ornitològica està en ple cor de la Zona d'especial protecció per a les aus (ZEPA) de "Tierra de Campiñas", una de les més grans d'Europa, per la seva riquesa en aus estepàries com l'otis tarda.